# یمامه

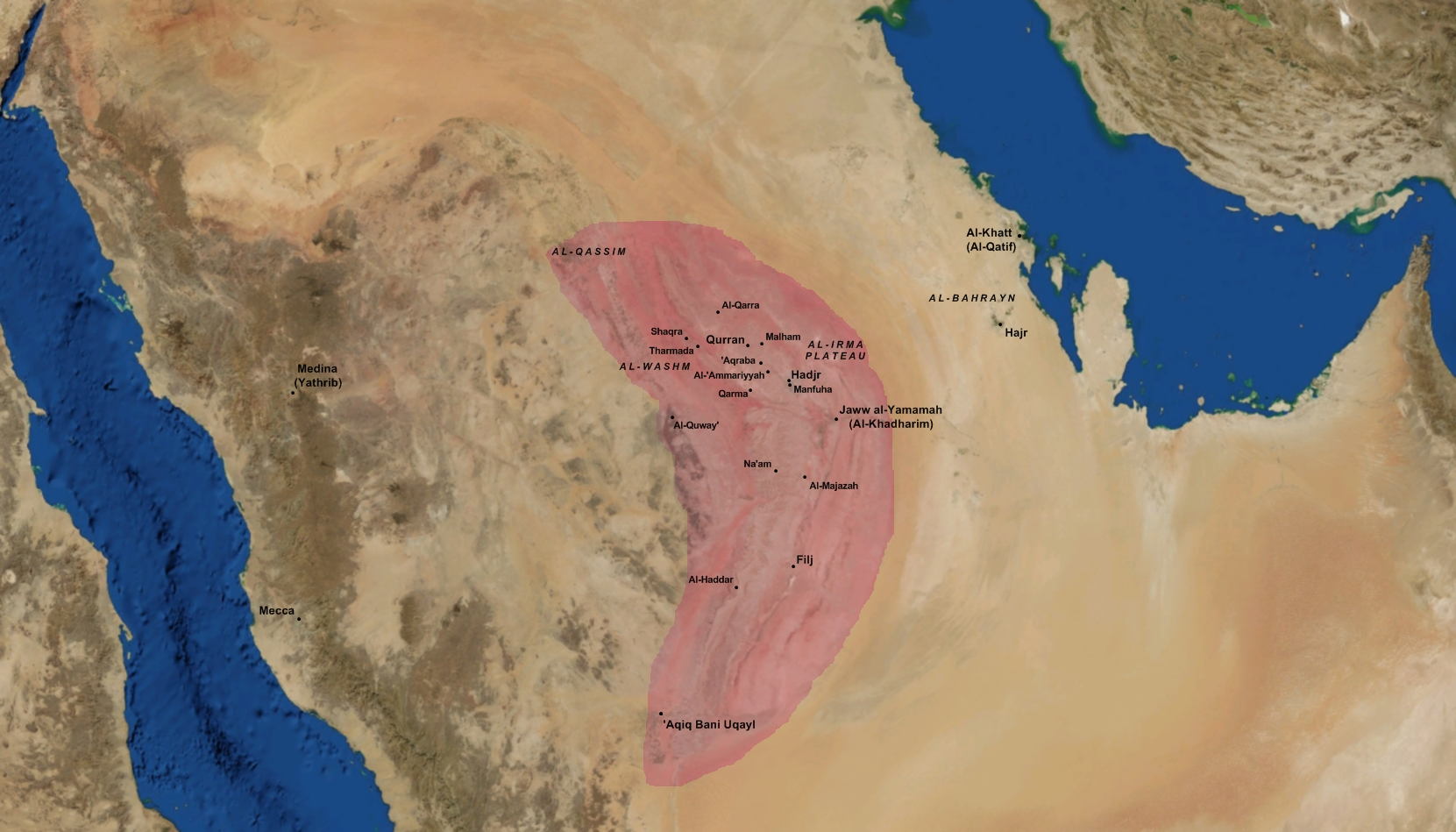
حدود یمامه برپایهٔ گزارش‌های یاقوت حموی و همدانی

یمامه نام ناحیه‌ای باستانی بوده‌است در شرق فلات نجد که امروزه در کشور عربستان سعودی واقع است.
یمامه خاستگاه مسیلمه، همدوره با محمد پیامبر اسلام، بوده‌است و نبرد یمامه از سری جنگ‌های رده در این منطقه برپا شد که در آن خالد بن ولید پس از درگذشت پیامبر به جنگ با مسیلمه کذاب پرداخت. این نبرد به پیروزی مسلمانان انجامید.
ابوبکر در پی کشته‌شدن تعدادی از قاریان قرآن در نبرد یمامه، زید بن ثابت را مأمور گردآوری قرآن کرد.  در زمان لشکرکشی زید بن حارثه، محمد بن عبدالله با ارسال نامه‌ای توسط سلیط بن عمرو به پادشاه یمامه، هوذة بن علی معروف به هوذهٔ حنفی که از نظر مذهبی پیرو آئین نصرانی بود او را به اسلام دعوت کرد.